# 1re division d'infanterie (Vietnam du Sud)
Pour les articles homonymes, voir 1re division d'infanterie.
La 1re division d'infanterie de l'Armée de terre de la république du Viêt Nam (en vietnamien: Sư đoàn 1 Bộ Binh - en anglais: 1st Division (South Vietnam)) - l'armée de terre de l'État-nation du Sud-Viêt Nam qui a existé de 1955 à 1975 - faisait partie du 1er corps d'armée qui supervisait la région la plus septentrionale du Sud-Viêt Nam, le centre du Viêt Nam.
La 1re division d'infanterie était basée à Huế, l'ancienne cité impériale et l'une des deux principales villes de la région, qui était également le quartier général du corps d'armée. Jusqu'à la fin de l'année 1971, la division était également chargée de la défense de Quảng Trị, la ville la plus proche de la zone vietnamienne démilitarisée et l'une des premières à avoir été touchée par l'offensive du Têt.

## Histoire
La division trouve son origine dans le 21e groupe mobile, levé par les Français à Thua Thein et Quang Tri, et officiellement établi le 1er septembre 1953. Le Groupe mobile a fourni le noyau de la 21e division d'infanterie; en janvier 1955, la 21e division de campagne (commandée initialement par le lieutenant-colonel Lê Văn Nghiêm); le 1er novembre 1955 1re division de campagne ; et 1re division d'infanterie en janvier 1959.
Fin 1965, le major général (général de division) Lewis William Walt, commandant de la IIIe force amphibie des marines américains (III Marine Expeditionary Force - III MEF) et conseiller principal du 1er corps d'armée, estime que la division du général Nguyễn Văn Chuân (vi) « mène une campagne habile » et "détruit constamment les Việt Cộng (VC) lors de toutes les rencontres importantes":113.
Le 12 mars 1966, à la suite du limogeage du général Nguyễn Chánh Thi (en) en tant que commandant du 1er corps d'armée, le général Chuân est nommé nouveau commandant du 1er corps d'armée et le général Pham Xuan Nhuan, chef du commandement des Rangers à Saigon, se voit confier le commandement de la division:129. Après le limogeage de Thi, la zone septentrionale se transforme en un véritable brasier de dissensions politiques dans le cadre de la révolte bouddhiste (en). Le nombre et l'intensité des grèves, des marches et des rassemblements ne cessent d'augmenter, alimentés par les soldats, la police et les fonctionnaires locaux fidèles à Thi. Au début du mois d'avril, les forces du Mouvement de lutte semblaient contrôler la majeure partie de Huế, Da Nang et Hoi An et bénéficiaient du soutien du quartier général du 1er corps d'armée et de la division. Dans le même temps, les opérations de combat sud-vietnamiennes dans la zone nord commencent à s'essouffler et le danger que la crise représente pour l'effort de guerre devient évident:130. En tant que nouveau commandant de la division, le général Nhuan place l'infanterie et les forces blindées dans des positions de blocage le long de la route 1, entre Huế et Da Nang, et se tient prêt à renforcer les unités de lutte à Da Nang la situation à l'intérieur de la ville est tendue. Le commandant de la zone spéciale de Quang Nam, le colonel Dam Quang Yeu, dirige les unités militaires rebelles qui, selon les estimations américaines, comprennent un bataillon d'infanterie du 51e régiment, trois compagnies des forces régionales, onze pelotons des forces populaires et six véhicules blindés, ainsi qu'environ 6 000 soldats de l'administration sud-vietnamienne et 200 policiers militaires. Lorsque Yeu positionne rapidement certaines de ses unités aux abords du centre-ville, le début de la guerre civile semble imminent:132. 
Le 10 juin 1966, la junte sud-vietnamienne commence à mettre en place des forces spéciales anti-émeutes sous la direction du colonel Nguyễn Ngọc Loan, commandant de la police nationale de la République du Viêt Nam (en), à la périphérie de Huế. Le 15 juin, elle envoie une force opérationnelle composée de deux bataillons de parachutistes et de deux bataillons de Marines sous la direction du colonel Ngô Quang Trưởng dans la ville pour l'affrontement final. Des combats intermittents se déroulent à Huế pendant quatre jours. L'opposition était désorganisée et se composait d'environ 1 000 soldats de la division, pour la plupart des soldats des unités de soutien. Protégée par les forces de Trưởng, la police de Loan enlève les autels bouddhistes et arrête la plupart des derniers dirigeants du Mouvement de lutte, dont Thích Trí Quang. La junte confie à Trưởng le commandement de la division et, à la fin du mois de juin, la division et Huế sont sous le contrôle ferme du gouvernement:143. En 1967, les conseillers américains rapportent que le général Trưởng a transformé la division autrefois rebelle en l'une des meilleures unités de l'armée du Sud-Vietnam:248. 
À la mi-juillet 1966, la division lance l'opération Lam Son 289 (en) en soutien à l'opération Hastings (en) de la 3e division de Marines américains (3rd Marine Division) dans le sud de la zone vietnamienne démilitarisée (Demilitarized zone - DMZ). La division a perdu 21 hommes au cours de cette opération:160–176. 
Du 18 au 26 mai 1967, la division mène l'opération Lam Son 54 (en) en coordination avec l'opération Hickory de la 3e division de Marines américaine près de Con Thien (en):23–30. 
En 1968, le 1er régiment de la division est responsable du point d'appui A-1 (16° 55′ 59″ N, 107° 07′ 52″ E) qui fait partie du système d'obstacles du point d'appui au sud de la DMZ:38.
Le 25 mai, près de Thong Nghia (16° 50′ 46″ N, 107° 05′ 59″ E), le 2e régiment engage un bataillon de l'Armée populaire vietnamienne (People's Army of Vietnam - PAVN), tuant 122 PAVN. Le lendemain, le régiment tue encore 110 PAVN et perd 2 tués:309–10.
Le 8 août, le 2e régiment engage une force PAVN du 1er bataillon du 138e régiment à 2 km à l'est de Gio Linh (en), tuant plus de 100 personnes et les forçant à se retirer vers la DMZ:387. Le matin du 15 août, le 2e régiment et le 11e régiment de cavalerie blindée américain (en) (11th Armored Cavalry Regiment), soutenus par la compagnie A du 1er bataillon AMTRAC (en) (1st AMTRAC Battalion), lancent un assaut dans le sud de la zone démilitarisée qui se solde par la mort de 421 PAVN:387. 
Le 23 octobre, le 2e régiment, soutenu par la compagnie H du 9e régiment de Marines (9th Marine Regiment) et une section de chars de la compagnie A du 3e bataillon de chars, lance un raid dans la DMZ au nord de Ha Loi Trung (16° 57′ 58″ N, 107° 08′ 10″ E), qui fait 112 morts parmi les PAVN:395. 

### Offensive du Têt

#### Bataille de Hué
Au cours de la bataille de Hué, la division a combattu pendant toute la durée de la bataille alors que sa garnison de Mang Ca (en), située dans le coin nord-est de la citadelle, était complètement encerclée. Au petit matin du 31 janvier 1968, une force de la taille d'une division composée de soldats de la PAVN et du VC a lancé une attaque coordonnée sur la ville de Huế, franchissant le mur occidental de la citadelle. Sur l'aérodrome de Tây Lộc (en) (Tây Lộc Airfield), la compagnie d'élite "Hac Bao" (Panthère noire) de la division, renforcée par la 1re compagnie d'artillerie de la 1re division, arrête le 800e bataillon PAVN. Le 802e bataillon frappe le quartier général de la 1re division à Mang Ca (en). Bien que le bataillon PAVN ait pénétré dans l'enceinte de la division, une force défensive ad hoc de 200 hommes, composée d'officiers d'état-major et de commis, a repoussé les assauts de l'ennemi. Le général Trưởng rappela la plupart des membres de sa compagnie "Hac Bao" de l'aérodrome pour renforcer les défenses du quartier général, ce qui permit de garder le quartier général de la division en sécurité:167. Le général Trưởng appelle des renforts en ordonnant à son 3e régiment, à la 3e troupe du 7e régiment de cavalerie de l'Armée de terre de la république du Viêt Nam (Army of the Republic of Vietnam - ARVN) et à la 1re force aéroportée de l'ARVN d'alléger la pression sur Mang Ca. Répondant à l'appel à la base de combat PK-17 (en) (connu aussi comme Firebase Sally) à 17 km au nord de Huế, la 3e troupe et le 7e bataillon de la force aéroportée quittent leur base en convoi blindé et s'engagent sur la route 1. Une force de blocage de la PAVN a arrêté la force de secours de l'ARVN à environ 400 mètres du mur de la Citadelle. Incapables de se frayer un chemin à travers les positions ennemies, les parachutistes sud-vietnamiens demandèrent de l'aide:168. Le 2e bataillon aéroporté de l'ARVN renforce le convoi, et les Sud-Vietnamiens pénètrent finalement les lignes et entrent dans la Citadelle au petit matin du 1er février. Le prix à payer a été lourd : l'ARVN a subi 131 pertes, dont 40 morts, et a perdu quatre des douze véhicules blindés de transport de troupes du convoi. L'ARVN affirme avoir tué 250 PAVN, capturé cinq prisonniers et récupéré 71 armes individuelles et 25 armes utilisées par l'équipage:168. Les 2e et 3e bataillons du 3e régiment avancent vers l'est à partir de campements situés au sud-ouest de la ville, le long de la rive nord de la rivière des Parfums, mais les feux défensifs de la PAVN les obligent à se replier. Incapables de pénétrer dans la citadelle, les deux bataillons établissent leurs positions nocturnes à l'extérieur du mur sud-est de la vieille ville. Les forces PAVN/VC encerclent les 1er et 4e bataillon du régiment, opérant au sud-est, alors qu'ils tentent de renforcer les unités à Huế. Le capitaine Phan Ngoc Luong, commandant du 1er bataillon, se replie avec son unité vers l'avant-poste côtier de Ba Long. À Ba Long, le bataillon embarque sur des jonques motorisées et atteint la Citadelle le lendemain. Le 4e bataillon reste cependant incapable de briser son encerclement pendant plusieurs jours:168. Au sud de la ville, le lieutenant-colonel Phan Hu Chi, commandant du 7e escadron de cavalerie blindée, tente de briser l'étau PAVN/VC. Il dirige une colonne blindée vers Huế, mais comme les autres unités sud-vietnamiennes, il ne parvient pas à percer. Avec la promesse de renforts de Marines américains, la colonne de Chi, avec trois chars en tête, tente une nouvelle fois sa chance. Cette fois, ils traversent le pont An Cuu sur le canal Phu Cam (16° 27′ 25″ N, 107° 36′ 00″ E) pour entrer dans la nouvelle ville. Arrivant au quartier général de la police centrale dans le sud de Huế, les chars tentent de soulager les défenseurs de la police, mais une roquette B-40 ennemie touche directement le char du lieutenant-colonel Chi, le tuant sur le coup. Les blindés sud-vietnamiens se replient:168. À 15 heures, le 1er bataillon du 3e régiment atteint l'enceinte de Mang Ca (en). Plus tard dans la journée, les hélicoptères du Marine Medium Tiltrotor Squadron 165 (HMM-165) des Marines américains amènent une partie du 4e bataillon du 2e régiment de la base de combat de Đông Hà (en) à la Citadelle. La détérioration du temps a contraint l'escadron à annuler les levées restantes avec environ la moitié du bataillon dans la Citadelle:176. 
L'ARVN tente de reprendre la Citadelle tandis que les Marines reprennent la nouvelle ville au sud de la rivière des Parfums. À l'intérieur de la citadelle, le 1er bataillon du 3e régiment de l'ARVN et la 1re force aéroportée nettoient les parties nord et ouest de la citadelle, y compris l'aérodrome de Tây Lộc et la porte Chanh Tay, tandis que le 4e bataillon du 2e régiment se déplace au sud de Mang Ca vers le palais impérial, tuant plus de 700 PAVN/VC avant le 4 février. Le 5 février, le général Trưởng échange les troupes aéroportées avec le 4e bataillon, qui s'était immobilisé. Le 6 février, le 1er bataillon s'empare de la porte An Hoa à l'angle nord-ouest de la citadelle et le 4e bataillon s'empare du mur sud-ouest. Dans la nuit du 6 au 7 février, les PAVN contre-attaquent, escaladent le mur sud-ouest et repoussent le 4e bataillon vers Tây Lộc. Le 7, le général Trưởng ordonne au 3e régiment, qui avait vainement tenté de s'introduire dans l'angle sud-est de la citadelle, de se rendre à Mang Ca pour renforcer ses unités à l'intérieur de la citadelle:192. Le 11 février, la Task Force A des Marines vietnamiens, comprenant les 1er et 5e bataillon, commence à être héliportée à Mang Ca pour remplacer les troupes aéroportées, mais en raison du mauvais temps, ce déploiement ne sera achevé que le 13 février. Le général Trưởng demanda de l'aide pour nettoyer la Citadelle et à 10h45 le 11 février, la compagnie B, 1er bataillon, 5e Marines fut transportée par hélicoptère à Mang Ca à bord de CH-46 de la Marine, mais les tirs ennemis forcèrent plusieurs des hélicoptères à retourner à Phu Bai. Les Marines, ainsi que 5 chars M48 Patton du 1er bataillon de chars, sont ensuite chargés sur des bateaux Mike (en) à rampe LCU dans le sud de Hue et transportés jusqu'à Mang Ca:197. Le 14 février, la Task Force A des Marines vietnamiens rejoint la bataille. Le plan opérationnel prévoyait que les Marines se déplacent vers l'ouest depuis Tây Lộc puis tournent vers le sud, mais ils furent rapidement arrêtés par les fortes défenses de la PAVN ; après deux jours, les Marines vietnamiens n'avaient progressé que de 400 mètres. Pendant ce temps, le 3e régiment de l'ARVN repoussait une contre-attaque de la PAVN dans le coin nord-ouest de la citadelle:204. Le 17 février, les Marines vietnamiens et le 3e régiment reprenaient leurs attaques vers le sud, tandis que la compagnie de la Panthère noire était déplacée pour soutenir le flanc droit du 1/5 marines ; au cours des trois jours suivants, ces forces réduisaient lentement le périmètre de la PAVN:206. Le 22 février, la compagnie "Hac Bao" était déplacée pour soutenir le flanc droit du 1/5e de Marines. Le 22 février, après un barrage de roquettes de 122 mm, les PAVN contre-attaquent les Marines vietnamiens qui les repoussent avec le soutien de la compagnie "Hac Bao". Dans la nuit du 23 février, les PAVN tentent une nouvelle contre-attaque mais sont repoussés par des tirs d'artillerie et le 3e régiment lance une attaque nocturne le long du mur sud de la Citadelle, à 5h00 ils hissent le drapeau sud-vietnamien sur la tour du drapeau de la Citadelle et procèdent à la sécurisation du mur sud à 10h25. Le général Trưởng ordonne alors au 2e bataillon du 3e régiment et à la compagnie "Hac Bao" de reprendre la Cité impériale, ce qui est fait en fin d'après-midi contre une résistance minime. La dernière poche de la PAVN à l'angle sud-ouest de la citadelle est éliminée lors d'une attaque du 4e bataillon de Marines vietnamiens aux premières heures du 25 février:210–11. À l'issue de la bataille, cette division a reçu plusieurs citations du gouvernement de la RVN ainsi qu'une citation présidentielle d'unité des États-Unis.

#### Bataille de Quang Tri
Lancée simultanément à l'attaque de Hué, la PAVN/VC attaqua également Quang Tri au petit matin du 31 janvier. Le 812e régiment (renforcé) de la 324e division de la PAVN est chargé de s'emparer de la ville. Le gros de l'attaque se concentre sur les forces de l'ARVN à l'intérieur et autour de la ville. Il s'agit du 1er régiment, de la 1re division, du 9e bataillon aéroporté, de la 2e troupe, de la 7e cavalerie, d'une troupe de transport de troupes blindées (APC) attachée au 1er régiment, de la police nationale de la République du Viêt Nam, un corps paramilitaire dirigé par des officiers militaires réguliers stationnés dans la ville, et d'éléments de la force régionale et populaire (milice) dans la ville. Le 1er régiment avait deux de ses bataillons en position au nord de la ville, et un au nord-est, protégeant les villages pacifiés dans ces zones. Le 4e bataillon du régiment est en position au sud de la ville, dans et autour du quartier général du régiment à la base de La Vang (en). Une compagnie aéroportée bivouaque dans le village de Tri Buu, à la limite nord de la ville, avec des éléments de la Citadelle, et deux compagnies aéroportées sont positionnées juste au sud de la ville, dans la zone d'un grand cimetière où la route 1 croise la route 555:51. 
La ville de Quảng Trị était débarrassée des troupes PAVN/VC à la mi-journée du 1er février, et les unités de l'ARVN avec le soutien aérien américain avaient nettoyé le village de Tri Buu des troupes PAVN. Les restes du 812e, après avoir été durement touchés par les défenseurs de l'ARVN, la puissance aérienne américaine et les troupes terrestres à la périphérie de la ville, en particulier l'artillerie et les hélicoptères:56, se séparent en petits groupes, se mêlant parfois à des foules de réfugiés en fuite, et commencent à exfiltrer la zone, en essayant d'éviter tout nouveau contact avec les forces alliées. Elles sont poursuivies par les forces américaines dans une formation circulaire qui a forcé le contact avec les PAVN/VC en fuite au cours des dix jours suivants:56. De violents combats se poursuivent avec d'importantes forces PAVN/VC bien armées au sud de la ville de Quảng Trị, et des contacts plus légers ont lieu dans d'autres zones. Cette poursuite s'est poursuivie tout au long des dix premiers jours de février:57 
Les militaires américains considèrent l'attaque de Quảng Trị comme "sans aucun doute l'un des principaux objectifs de l'offensive du Têt". Ils attribuent la défaite décisive à la défense acharnée des Sud-Vietnamiens, à l'efficacité des renseignements sur les mouvements des PAVN/VC et à la tactique aéromobile de la 1re division de cavalerie. Entre le 31 janvier et le 6 février, les Alliés ont tué environ 914 PAVN/VC et en ont capturé 86 autres dans et autour de Quang Tri:57. La défense réussie de Quang Tri a empêché le renforcement de Hué, ainsi que l'effondrement de la sécurité dans la région.

### Offensive de mai
Le 28 avril, au début de l'offensive de mai (en), la compagnie Hac Bao de la division repère le 8e bataillon du 90e régiment des PAVN dans le hameau de pêcheurs de Phuoc Yen, à 6 km au nord-ouest de Huế. Des unités des 1er et 2e bataillon du 501e régiment d'infanterie (501st Infantry Regiment) encerclent le hameau et détruisent le bataillon au cours d'une bataille de 4 jours. Les pertes de la PAVN s'élèvent à 309 tués (y compris tous les officiers supérieurs) et 104 capturés:538. Le 2 mai, une compagnie de la force régionale signale que des PAVN se trouvent dans le hameau de Bon Tri, à 6 km à l'ouest de Huế, qui avait été utilisé comme station de ravitaillement pendant la bataille de Huế. Plusieurs compagnies du 1er bataillon du 505e régiment d'infanterie (en) (505th Infantry Regiment) et la compagnie Hac Bao engagent le 3e bataillon du 812e régiment des PAVN dans une bataille de deux jours qui se solde par 121 morts parmi les PAVN pour des pertes alliées de 4 tués et 18 blessésref name=Villard/>:538.
Le 29 avril, la 320e division PAVN attaque An Binh, au nord de la base de combat de Đông Hà, ce qui entraîne deux bataillons du 2e régiment dans une bataille rangée et le 1er bataillon du 9e régiment de Marines (en) américains est envoyé pour soutenir l'ARVN, ce qui donne lieu à une bataille de 7 heures qui fait 11 Marines, 17 ARVN et plus de 150 PAVN morts:292. Le 30 avril, une unité PAVN a ouvert le feu sur une patrouille Clearwater de l'US Navy depuis des positions retranchées près de Dai Do, à 2,5 km au nord-est de Đông Hà. On découvrit par la suite que quatre bataillons PAVN, dont les 48e et 56e du 320e, s'étaient établis à Dai Do:294. La bataille de Dai Do (en) dura jusqu'au 3 mai et se solda par la mort de 81 Marines, 5 ARVN et plus de 600 PAVN:295–304. Le 26 mai, le 2e régiment tua 110 PAVN au nord de Thuong Nghia:309. 
.
Du 4 au 20 août 1968, la division participe à l'opération Somerset Plain (en), une attaque contre le centre logistique de la PAVN dans la vallée d'A Sầu (en), avec la 1re brigade de la 101e division aéroportée américaine ((101st Airborne Division). Les forces US/ARVN ont fouillé la vallée et n'ont rencontré qu'une résistance éparse jusqu'au 10/11 août, lorsque le 3e bataillon ARVN du 1er régiment d'infanterie a été attaqué par des éléments des 816e et 818e bataillon de la force principale de l'armée PAVN. Le soutien aérien et d'artillerie fut appelé et les PAVN se retirèrent dans la jungle, perdant plusieurs douzaines de tués. La division perdit 11 tués tandis que les PAVN perdirent 181 tués et 4 capturés:607–8. 
Du 10 au 20 septembre 1968, les 2e et 3e bataillon du 54e régiment participent à l'opération Vinh Loc (en), une opération de sécurité sur l'île de Vinh Loc (16° 25′ 44″ N, 107° 48′ 00″ E), dans le district de Phú Vang, à l'est de Huế, avec la 2e brigade de la 101e division aéroportée. Les pertes des VC sont de 154 tués, 370 capturés et 56 Chieu Hoi (en):206–8.

### 1969-71
Tout au long de cette période, la division mène des opérations pour défendre la DMZ en plus de nombreuses opérations nommées.
Du 15 mars au 2 mai 1969, le 3e bataillon du 2e régiment participe à l'opération Maine Crag (en) avec la 3e division de Marines dans le " saillant vietnamien " au nord-ouest de la province de Quảng Trị:63. 
Du 30 mars au 26 mai 1969, le 51e régiment participe à l'opération Oklahoma Hills (en) avec la 1re division de Marines contre les bases PAVN/VC au sud-ouest de Da Nang:103–16.
Du 10 mai au 7 juin 1969, les 1er et 3e régiment participent à l'opération Apache Snow (en) avec la 101e division aéroportée américaine dans la vallée de l'A Sau. Au cours de cette opération, le 3e régiment participe à la bataille d'Hamburger Hill. Les pertes de l'ARVN s'élèvent à 31 tués et celles de la PAVN à 675 tués et 3 capturés.
Du 26 mai au 7 novembre 1969, les 1er et 2e bataillon du 51e régiment participent à l'opération Pipestone Canyon (en) avec le 37e bataillon de Rangers et la 1re division de Marines des États-Unis contre les bases PAVN/VC sur l'île de Go Noi au sud-ouest de Da Nang:175–87. 
Du 12 juin au 6 juillet 1969, le 2e régiment participe à l'opération Utah Mesa (en) avec les forces des Marines et de l'armée américaine sur le plateau de Khe Sanh:71–2. 
À la fin de l'année 1969, le major général Melvin Zais, commandant le 24e corps`d'armée américain au sein du 1er corps d'armée, propose de scinder la division (avec quatre régiments et environ dix-neuf bataillons de combat) en deux divisions contrôlées par un quartier général de "corps léger" chargé de la défense de la zone DMZ, mais son supérieur immédiat, le lieutenant général Herman Nickerson Jr. (en) (USMC), commandant la III Marine Amphibious Force (et conseiller principal du 1er corps d'armée), et le général Lãm, commandant du 1er corps d'armée, opposent tous deux leur veto à cette idée, invoquant le manque d'officiers vietnamiens expérimentés pour doter un nouveau commandement:382. 
Du 1er avril au 5 septembre 1970, la division participe à l'opération Texas Star (en) avec la 101e division aéroportée américaine dans les provinces de Quảng Trị et Thừa Thiên. Fin juillet 1970, à la suite de la bataille de la base d'appui-feu Ripcord (en), le 6e régiment PAVN attaque la base d'appui-feu O'Reilly (en) du 1er régiment, à 8 km au nord de Ripcord. Le général Trưởng renforce O'Reilly avec un autre régiment et l'ARVN défend la base pendant 2 mois avant de l'abandonner ainsi que la base d'appui-feu Barnett en septembre.
Du 5 septembre 1970 au 8 octobre 1971, la division participe à l'opération Jefferson Glenn (en) avec la 101e division aéroportée américaine pour patrouiller les ceintures de roquettes PAVN/VC qui menacent Huế et Da Nang.
Du 8 février au 25 mars 1971, les troupes de la division participent à l'opération Lam Son 719. Elles développèrent une série de bases de feu le long de la route 9 au sud du Laos pour protéger le flanc sud de l'avancée de l'ARVN:8–12. Le 3 mars, des éléments de la division furent héliportés dans deux bases d'appui-feu (Lolo et Sophia) et dans la (Landing zone- LZ) Liz, toutes situées au sud de la route 9. Onze hélicoptères sont abattus et 44 autres sont endommagés alors qu'ils transportent un bataillon dans la base d'appui-feu Lolo:336. Trois jours plus tard, 276 hélicoptères UH-1, protégés par des hélicoptères de combat Cobra et des avions de chasse, transportent les 2e et 3e bataillon du 2e régiment de Khe Sanh à Tchepone - le plus grand assaut héliporté de la guerre du Viêt Nam:253. Seul un hélicoptère est abattu par des tirs antiaériens alors que les troupes lancent un assaut de combat dans la zone de largage LZ Hope, à quatre kilomètres au nord-est de Tchepone (en). Pendant deux jours, les deux bataillons fouillent Tchepone et ses environs immédiats, mais ne trouvent que les corps des soldats de la PAVN tués par les frappes aériennes. La PAVN réagit en augmentant ses bombardements d'artillerie quotidiens sur les bases d'appui feu, notamment Lolo et Hope. Lors de l'extraction du 2e régiment, 28 des 40 hélicoptères participants ont été endommagés:336–7. Les sources officielles de l'ARVN indiquent que la division a perdu 491 morts au cours de l'opération, mais les officiers de la division, lors de conversations privées avec des officiers américains, ont déclaré avoir perdu au moins 775 de leurs hommes au Laos.
En octobre 1971, le 2e régiment de la division et plusieurs de ses bataillons sont transférés à la 3e division d'infanterie nouvellement formée, qui assume la responsabilité de la défense de la zone démilitarisée et de la province de Quảng Trị:18–9.
La nouvelle zone opérationnelle de la 1re division se situe au sud de la limite de la province de Quảng Trị-province de Thừa Thiên et au nord du col de Hải Vân. Sa principale responsabilité était de défendre les approches occidentales de Huế. Son 1er régiment et son 7e régiment de cavalerie blindée sont déployés au camp Evans (en), son 3e régiment à la base d'appui-feu T-Bone (16° 27′ 07″ N, 107° 28′ 48″ E) et son 54e régiment à la base d'appui-feu Bastogne (en). Le quartier général de la division se trouve à Camp Eagle (en), au sud-est de Huế:19.

### Offensive de Pâques
En février, les services de renseignement de l'ARVN ont détecté que la division 324B de la PAVN se déplaçait dans la vallée d'A Sầu, dans l'ouest de la province de Thừa Thiên. La division déplace ses unités à l'ouest de Huế et se heurte aux unités de la PAVN le long de la route 547 au début du mois de mars:22. 
La poussée initiale de l'offensive de Pâques tomba sur la 3e division dans la province de Quảng Trị et les actions initiales de la PAVN dans la province de Thừa Thiên étaient conçues pour maintenir la 1re division en place pendant que la PAVN envahissait Quảng Trị. La 1re division maintient une forte défense dans les contreforts à l'ouest de Huế en tenant une ligne allant du Camp Evans au nord jusqu'à la base d'appui-feu Rakkasan (16° 26′ 56″ N, 107° 19′ 37″ E) puis au sud-est en passant par la base d'appui-feu Bastogne (Firebase Bastogne) et la base d'appui-feu Checkmate (en) (Firebase Checkmate) et enfin jusqu'à la base d'appui-feu Birmingham (en) (Firebase Birmingham). Le 3e régiment est gardé en réserve pour ajouter de la profondeur à la défense. La base d'appui-feu Veghel (en) (Firebase Veghel) avait été abandonnée au début de l'offensive:48–9.
Les zones autour des bases de Bastogne et de Checkmate, à cheval sur la route 547, subissent une pression intense de la part de la 324e division PAVN et, au cours de la deuxième semaine d'avril, elles sont toutes deux coupées du monde. Le 11 avril, le 1er régiment tenta de dégager la route 547 mais fut arrêté par le 24e régiment PAVN malgré un soutien aérien et d'artillerie intensif. Fin avril, la situation dans les bases d'appui-feu était de plus en plus désespérée, les bataillons de défense n'étant plus efficaces qu'à 50 % et l'évacuation médicale étant de plus en plus difficile. Le 28 avril, les 29e et 803e régiment de la PAVN attaquèrent la base d'appui-feu Bastogne, la dépassant en 3 heures, détruisant une grande partie du 54e régiment et forçant les défenseurs à se replier sur la base d'appui-feu Birmingham. La perte de Bastogne entraîne l'abandon de la base Checkmate pendant la nuit:49. 
Le 1er mai, alors que la défense de Quảng Trị se désintégrait, la pression exercée par les PAVN sur la 1re division s'accrut lorsque les PAVN lancèrent un assaut sur la base d'appui-feu King (Firebase King) au nord-ouest de la base d'appui-feu Bastogne et attaquèrent le camp Eagle à la roquette:50. 
Le 3 mai, le commandant du 1er corps d'armée, le général Hoàng Xuân Lãm, est remplacé par le lieutenant-général Trưởng, commandant du 4e corps d'armée et ancien commandant de la 1re division. Ce changement de commandement et le renforcement par les forces de la réserve générale stabilisent la position de l'ARVN dans la province de Thừa Thiên. La division de Marines nouvellement arrivée se voit confier la responsabilité du nord et du nord-ouest de la province de Thừa Thiên, tandis que la division se voit confier la responsabilité de la zone au sud-ouest et au sud de Huế, bloquant toute nouvelle avancée des PAVN depuis la vallée de l'A Sầu:54. 
Le 15 mai, la division lance un assaut par hélicoptère sur la base d'appui-feu Bastogne et reprend la base, tandis que deux régiments dégagent les hauteurs entre la base et la base d'appui-feu Birmingham; le 25 mai, la base d'appui-feu Checkmate est également réoccupée par la division:57.
Du 11 au 18 juin, la division lança une attaque vers l'ouest en direction de la base d'appui-feu Veghel afin de sonder les forces de la PAVN avant le lancement de l'opération Lam Son 72 (en) du général Trưởng visant à reprendre la province de Quảng Trị. L'effort principal sera fourni par les divisions aéroportées et les Marines tandis que la division épinglera les forces de la PAVN au sud-ouest de Huế:65. 
En juillet, les PAVN lancent des attaques sur la base d'appui-feu Checkmate, qui change plusieurs fois de mains, puis sur la base d'appui-feu Bastogne, capturant les deux bases. Au début du mois d'août, avec un soutien important des bombardiers B-52 Stratofortress et renforcée par le 51e régiment indépendant, la division reprend les deux bases et étend son contrôle sur la région, reprenant la base d'appui-feu Veghel le 19 septembre:71–4. 

### 1973-1974
Fin juillet 1973, deux positions de la 3e infanterie à l'ouest du cours d'eau Ngoc Ke Trai tombent sous les assauts des PAVN. La pression continue et la 3e Infanterie abandonne quatre autres avant-postes le long de la rivière Song Bo à la fin du mois d'août. Une autre série de positions le long du Ngoc Ke Trai tomba en novembre, alors que des signes de détérioration du moral et de faiblesse du commandement commençaient à apparaître dans cette division autrefois très respectée. Les pertes dues aux assauts du PAVN sont légères et l'effondrement rapide des défenses ne peut être attribué qu'à une volonté chancelante et à un leadership sans inspiration. À ce moment-là, le lieutenant-général Lâm Quang Thi (vi), commandant général adjoint du 1er corps d'armée et commandant au nord du col de Hải Vân, détache un bataillon du 51e d'infanterie et le renvoie à la 1re division pour renforcer les défenses de Song Bo. Le commandant de la 1re division, le général de brigade Le Van Than, renforce le 3e régiment avec un bataillon du 1er régiment d'infanterie. La ligne se stabilise vers la fin de l'année, mais pas avant que le général Truong ait réussi à écarter le général Than et à le remplacer par le colonel Nguyen Van Diem. Le colonel Diem prit le commandement de la division le 31 octobre mais ne put faire aucun progrès notable dans la résolution des problèmes tactiques et moraux de la division. Ceux-ci résultaient trop de conditions échappant au contrôle du commandant: un front étendu sous la pression continue de l'ennemi, les effets débilitants du froid, de l'humidité et des typhons, l'approvisionnement inadéquat des avant-postes d'infanterie et l'aggravation de la situation économique dans laquelle se trouvaient les soldats:61. 
Du 18 juillet au 7 août 1974, un régiment de la division participe à la bataille de Thượng Đức (en) avec des éléments de la 3e division et un groupe de Rangers:96. 
Le 25 juillet, le général Trưởng ordonne au 54e régiment de Thua Thien de se rendre dans la province de Quang Nam pour être rattaché à la 3e division qui participe à la bataille de Duc Duc (en). Le 54e régiment arriva à Quang Nam le 26 juillet, installa son quartier général dans la ville du district de Điện Bàn et entra immédiatement en action. Tandis que le 1er bataillon prend en charge une mission de sécurité dans la ceinture de roquettes de Da Nang, près de la colline 55, les 2e et 3e bataillon commencent à nettoyer la zone autour du village de Ky Chau, sur l'île de Go Noi. Les 2e et 3e bataillon rencontrent une forte résistance et progressent lentement vers l'ouest, engageant une force PAVN/VC le 28 juillet et la dispersant avec de lourdes pertes:117. Le régiment retourne à Thua Thien en septembre. 
Du 28 août au 10 décembre 1974, les 3e et 51e régiment ainsi que le 15e groupe de Rangers livrent la bataille de Phú Lộc (en), forçant les PAVN à reculer des collines surplombant la route 1 et à partir desquelles ils peuvent bombarder la base aérienne de Phu Bai (en). Les combats, ainsi qu'à Thượng Đức ont affaibli la division et épuisé les forces de réserve du 1er corps d'armée:125–31. 
En procédant à des déploiements de forces opportuns et appropriés, en acceptant souvent des risques importants, le général Trưởng a pu tenir la force principale de la PAVN à distance autour de Huế. Mais l'ennemi se rapprochait de la Cité impériale. Des bataillons PAVN renforcés, équipés de nouvelles armes et dont les rangs se remplissent de nouveaux soldats venus du nord, sont en contact étroit avec les avant-postes de l'ARVN sur toute la longueur du front. Derrière ces bataillons, de nouvelles formations de chars sont assemblées et de grandes installations logistiques sont construites, lourdement protégées par l'antiaérien et approvisionnées par des routes nouvellement améliorées:131. 

### 1975
Le 8 mars au petit matin, les régiments de la 324B division PAVN entament la campagne de Thua Thien en attaquant sur un secteur de 8 km au sud-est de Huế. Soutenue par d'intenses concentrations d'artillerie, l'infanterie PAVN déferle sur les collines environnantes. Le 2e bataillon du 1er régiment tient bon sur la colline 121, mais le 1er bataillon du 1er régiment est brisé et chassé de la colline 224. Le 2e bataillon du 54e régiment est d'abord contraint de céder du terrain, mais reprend ses positions sur la colline 144 le 9 mars. La compagnie de reconnaissance "Hac Bao" est chassée de la colline 50 au sud-ouest de Nui Bong. Le général de brigade Diem réagit en envoyant le 15e groupe de Rangers avec les 61e et 94e bataillon de Rangers pour renforcer la ligne et récupérer les positions perdues. Le 61e bataillon est tombé dans une embuscade en cours de route, a subi des pertes modérées, mais s'est rétabli pour rejoindre le 94e bataillon lors d'une contre-attaque le 10 mars. Le lendemain, un prisonnier de guerre confirme que la 325e division PAVN s'est déplacée vers le sud et est en position de rejoindre l'attaque dans le district de Phú Lộc:155. 
Un bataillon du 6e régiment du PAVN s'infiltre par Phú Lộc, et deux de ses compagnies s'emparent de 12 bateaux de pêche, qui les font traverser la baie de Dam Cau Hai jusqu'à l'île de Vinh Loc. Là, ils attaquent le village de Vinh Hien à la pointe sud de l'île et se dirigent vers le nord pour attaquer Vinh Giang. Une partie du bataillon pénètre dans le district de Phu Thu à l'est de Huế. Le 8e bataillon aéroporté, renforcé par deux compagnies du 1er bataillon du 54e régiment et une troupe de cavalerie blindée, se dirigea contre le bataillon PAVN, le malmena et le dispersa. Le 16 mars, une unité du 54e régiment tend une embuscade à un reste du bataillon au sud de Huế, tuant le commandant du bataillon, son personnel et 20 hommes. Cinq prisonniers capturés par le 54e régiment d'infanterie déclarent que la population ne leur a apporté aucun soutien et que seuls 33 hommes, pour la plupart blessés, sont restés en vie dans leur bataillon:155. 
Le 13 mars, deux bataillons du 3e régiment sont chassés de la zone de la base d'appui-feu Bastogne, mais reprennent la plupart de leurs positions lors d'une contre-attaque le lendemain:157.
Le 14 mars, le général Trưởng rencontre le général Thi, commandant les troupes du 1er corps d'armée dans les provinces de Quảng Trị et Thua Thien, et le général Lan, commandant de la division de Marines, pour leur expliquer son concept de défense finale de Da Nang. Ce déploiement se ferait progressivement, au fur et à mesure de la relève des troupes divisionnaires dans les provinces de Quang Tri et de Thua Thien et de l'abandon du terrain dans la partie sud de la région. Les généraux Trưởng et Thi prévoient un exode civil massif de Quảng Trị dès que la population constate le départ des Marines, et il ordonne à son état-major de préparer des plans d'aide aux réfugiés:157. 
Le 19 mars, lors de réunions à Saigon avec le président Thiệu, le général Trưởng reçoit l'ordre d'arrêter l'évacuation de Hué et de défendre les enclaves de Huế, Da Nang, Chu Lai et Quang Ngai. Il pouvait, s'il y était contraint, se rendre à Chu Lai et à Quang Ngai, mais il devait défendre Huế et Da Nang à tout prix. Lorsque le général Truong retourne à son quartier général le 20 mars, il fait faire demi-tour aux batteries de 175 mm qui se déplacent vers Da Nang et stoppe l'évacuation des munitions de Huế. La Cité Impériale serait défendue malgré le fait que l'artillerie de la PAVN avait, le 19 mars, déjà frappé à l'intérieur de la Citadelle et que la route 1 était encombrée par le trafic de milliers de réfugiés en direction du sud. L'organisation contractuelle pour la défense de Huế, sous le commandement du général Thi, était divisée entre le commandant adjoint de la division des Marines, le colonel Tri, qui était responsable du nord de Hué, et le commandant de la 1re division. Le général de brigade Nguyen Van Diem, au sud de la ville. Les avant-postes du colonel Tri se trouvaient juste à l'intérieur de la frontière Thua Thien-Quang Tri, à près de 30 km au nord-ouest de Huế. Ici, sous le commandement direct du 14e groupe de Rangers, se trouvaient le 77e bataillon de Rangers, sept bataillons des forces régionales (Regional Forces - RF) et une troupe de véhicules blindés de transport de troupes du 17e escadron de cavalerie blindée. Les quatre bataillons de Marines de la 147e brigade se trouvaient dans le corridor vital de Bo, à portée d'artillerie légère de la Citadelle, tandis que les 78e et 79e bataillon de Rangers se trouvaient sur des avant-postes à 10 km à l'ouest des Marines. Au sud des Marines, sur les hauteurs de la base d'appui-feu Lion (également appelée Nui Gio) (16° 26′ 13″ N, 107° 26′ 10″ E) se trouvait le 51e régiment, avec deux de ses bataillons. La responsabilité du général Diem commence au sud-ouest de son 51e régiment, rattaché au commandement du colonel Tri. Le 3e régiment, avec deux bataillons, tient les hauteurs autour de la base d'appui-feu Birmingham, au-dessus du Song Huu Trach, au sud de Huế. À l'est du 3e régiment, le 54e régiment, avec deux de ses bataillons, défend le secteur de Mo Tau, tandis que le 1er régiment, renforcé, étend la ligne au sud-est jusqu'à la région de Nui Bong. Le 1er régiment dispose, en plus de ses trois bataillons, d'un bataillon du 51e régiment, d'une compagnie de chars M48 Patton et d'une troupe de véhicules blindés de transport de troupes. Le 15e groupe de Rangers, avec ses trois bataillons et un bataillon du 3e régiment, se retranche sur les collines surplombant la route 1 à l'ouest de la ville du district de Phú Lộc. La 258e brigade de Marines, avec deux bataillons, se trouve également près de Phú Lộc, tandis que le 914e groupe de RF, composé de trois bataillons, garde le col de Hải Vân:158–9.
Le matin du 21 mars, les bataillons de tête des 324B et 325e division PAVN, ainsi que le régiment indépendant de Tri-Thien, avec l'appui de l'artillerie lourde, attaquèrent les positions sud-vietnamiennes depuis le corridor de Bo jusqu'à Phú Lộc. Les attaques contre les Marines dans la vallée de Bo sont repoussées avec de lourdes pertes pour les PAVN, mais le secteur de Phú Lộc, qui subit le plus gros de l'attaque, commence à s'effondrer. Dans la zone du 1er régiment, le 18e régiment PAVN de la 325e division, soutenu par le 98e régiment d'artillerie, s'empare de la cote 350 et se lance à l'assaut de Nui Bong. Bien que la montagne ait changé de mains trois fois dans l'après-midi, le 2e bataillon du 1er régiment la contrôle le 22 mars. D'autres formations du 325e, notamment le 101e régiment, forcent le 60e bataillon de Rangers du 15e groupe à quitter la colline 500 à l'ouest de Phú Lộc, et l'artillerie d'appui interdit la route 1. Un flot de réfugiés commence à s'accumuler le long de la route au nord-ouest de Phú Lộc. Dans la soirée, cependant, une voie est ouverte à la circulation vers Da Nang. À l'ouest, dans les collines autour de Mo Tau, le 27e régiment indépendant et le 29e régiment de la 304e division, tous deux opérant sous la 324e division, attaquent le 54e régiment et sont repoussés. Un prisonnier du 27e régiment a déclaré que les pertes dans son régiment étaient très lourdes et que le 9e bataillon était presque détruit. Les attaques du PAVN se poursuivent tout au long du front de Thua Thien le 22 mars. Une contre-attaque de l'ARVN visant à reprendre la cote 224, une position clé dans le secteur de Mo Tau, échoue. La population de Huế n'est plus que de 50 000 habitants et le col de Hải Vân est encombré de personnes désespérées qui tentent de s'échapper:158–9. 
Le 23 mars, le 913e groupe de forces régionales sur la ligne My Chanh au nord de Huế se retire sans ordre et refuse de s'arrêter à la prochaine position de retardement près de la ville du district de Phong Dien. Le retrait du 913e provoque une certaine panique parmi les autres forces et une déroute générale s'installe. Les officiers du 1er corps d'armée tentent de rallier les troupes à la rivière Bo. La désertion massive n'était pas motivée par la peur des PAVN mais par l'inquiétude des soldats pour la sécurité de leurs familles à Huế. Le 24 mars, après avoir reçu le rapport sur l'effondrement de la ligne My Chanh, le général Trưởng rencontra ses commandants, le général Thi, le général de division Lan, le général de division Hoang Van Lac (commandant adjoint du 1er corps d'armée) et le commandant de la 1re division aérienne, le général de brigade Nguyen Duc Khanh. Le général Lac rapporte que Da Nang est également proche de la panique, avec plus de 300 000 réfugiés qui encombrent les rues. Le 24 mars à 18h00, le général Trưởng ordonne au général Thi de commencer l'évacuation de toutes les troupes défendant Huế. Toutes les forces au nord et à l'ouest de Huế se rassembleraient à la base de Tân Mỹ (en), le port de Huế au nord-est de la ville, traverseraient l'étroit chenal vers Phu Thuan et marcheraient vers le sud-ouest en descendant l'île de Vinh Loc. Traversant l'embouchure de la baie de Dam Cau Hai sur un ponton construit par les ingénieurs de l'ARVN et se déplaçant le long de la plage jusqu'à la route 1, ils franchiraient le col de Hải Vân et continueraient vers Da Nang. Aucun camion, char ou canon ne peut effectuer cette marche ; tous doivent être mis hors d'état de nuire ou détruits. La division protégerait la colonne en la bloquant dans le district de Phu Thu. Au moment où ces ordres sont donnés, ce qui reste de la population de Hué afflue vers la base de Tân Mỹ pour prendre tous les bateaux disponibles et quitter la province de Thua Thien. Le Ier corps avancé, commandé par le général Thi, établit son poste de commandement à Tân Mỹ, ainsi que les postes de commandement de la division de Marines et de la 147e brigade de Marines. Le 7e bataillon de Marines s'y déploie pour sécuriser le port et les postes de commandement. La division se retire du secteur Troui-Nui Bong. Le 15e groupe de Rangers, qui avait tenu la rivière Troui, se retire à la base de combat de Phu Bai avec de lourdes pertes. Le 54e régiment se retire du secteur de Mo Tau vers le camp Eagle, au sud-est de Huế, près de la route 1. Le 3e régiment se retire de ses positions avancées sur le Son Hue Trach et se rassemble à Nam Hoa, au sud de Huế. Le 51e régiment se replie et se situe juste à l'ouest de la ville tandis que le quartier général de la division et le 1er régiment, qui a subi des pertes modérées dans le secteur de Nui Bong, se trouvent aux alentours de Huế:160. 
Le retrait de la province de Thua Thien commence de manière plutôt ordonnée. La 258e brigade de Marines rejoint le 914e groupe des Forces régionales sur l'île de Vinh Loc pour traverser l'étroit chenal vers Loc Tri dans le district de Phú Lộc, mais le pont qui devait être installé par les ingénieurs de l'ARVN n'est jamais arrivé; les bateaux du génie ont manifestement été réquisitionnés par d'autres unités militaires qui tentaient de s'enfuir. Les forces qui se retirent traversent quand même, en utilisant des bateaux de pêche locaux. Le général Trưởng survola la colonne qui descendait le long de l'île de Vinh Loc et remarqua que les seules unités apparemment disciplinées et cohérentes étaient les Marines. Le reste n'était qu'une foule et la division cessa d'exister en tant qu'unité identifiable, la plupart des soldats de la division qui s'échappèrent de Huế furent par la suite capturés à Da Nang; aucune tentative ne fut faite pour reconstituer la division:161. 

## Organisation
Unités constitutives :
- 1er régiment d'infanterie
- 2e régiment d'infanterie (jusqu'en octobre 1971)
- 3e régiment d'infanterie
- 51e régiment d'infanterie (à partir de la mi-1972)
- 54e régiment d'infanterie
- 10e, 11e, 12e et 13e bataillon d'artillerie
- 7e escadron de cavalerie blindée
- 3e équipe consultative américaine

## Commandants
| N° | Nom complet      | Grade                                                                     | Durée du mandat                         | Commantaires |
| -- | ---------------- | ------------------------------------------------------------------------- | --------------------------------------- | --- |
| 1  | Lê Văn Nghiêm    | Lieutenant-colonel (1953) Colonel (1/1955) Major General (11/1955)        | 1/1955-1/1956                           | Démobilisé en 1965 avec le grade de lieutenant général |
| 2  | Nguyễn Khánh     | Colonel (1955)                                                            | 1/1956-6/1957                           | Démobilisé en 1965 au grade de général et exilé la même année |
| 3  | Tôn Thất Đính    | Colonel (1955)                                                            | 6/1957-8/1958                           | Démobilisé en 1966 avec le grade de lieutenant général, dans le cadre du Bouleversement central |
| 4  | Nguyễn Văn Chuân | Colonel (7/1958)                                                          | 8/1958-2/1959                           | Premier commandant |
| 5  | Tôn Thất Xứng    | Colonel (1958)                                                            | 2/1959-1/1961                           | Démobilisé en 1967 avec le grade de général de division |
| 6  | Nguyễn Đức Thắng | Lieutenant-colonel (1958) Colonel (2/1961)                                | 1/1961-10/1961                          | Démobilisé en 1973 avec le grade de lieutenant général |
| 7  | Nguyễn Văn Thiệu | Colonel (1959)                                                            | 10/1961-12/1962                         | Président de la République du Vietnam pendant 2 mandats (1967-1975) |
| 8  | Đỗ Cao Trí       | Colonel (1956) Général de division (7/1963)                               | 12/1962-11/1963                         | En août 1963, le général de division Tri sert simultanément comme commandant du 1er corps d'armée en remplacement du général Le Van Nghiem. En 1971, alors qu’il servait comme lieutenant-général commandant du 3e corps d'armée, il a été tué par hélicoptère. Promu général à titre posthume                                                                             |
| 9  | Nguyễn Văn Hiếu  | Lieutenant-colonel (8/1963) Colonel (11/1963)                             | 8/1963-11/1963 (Commandant par intérim) | Le 11 novembre 1963, le colonel Hieu et le colonel Phong ont transféré leurs postes de chef d’état-major de la 1963re division. Le 1er avril 8, alors qu’il servait comme major-général, commandant adjoint du 3e corps d'armée, il a été assassiné dans son bureau au quartier général du 3e corps d'armée. Le 4 avril, il est promu lieutenant général à titre posthume. |
| 10 | Trần Thanh Phong | Colonel (1963)                                                            | 11/1963-2/1964                          | En 1972, alors qu’il servait comme major-général, il a été tué par hélicoptère. Promu lieutenant-général à titre posthume |
| 11 | Nguyễn Chánh Thi | Colonel (1959) Général de brigade (5/1964) Général de division (10/1964)  | 2/1964-11/1964                          | Démobilisé et exilé en 1966 au grade de lieutenant général, pour son implication dans le Bouleversement central |
| 12 | Nguyễn Văn Chuân | Général de brigade (8/1964) Général de division (11/1965)                 | 11/1964-3/1966                          | Commandant reconduit dans ses fonctions pour la deuxième fois. Démobilisé en 1966 avec le grade de général de division |
| 13 | Phan Xuân Nhuận  | Général de brigade (1/1966)                                               | 3/1966-6/1966                           | Démobilisé en 1966 |
| 14 | Ngô Quang Trưởng | Colonel (6/1966) Général de brigade (2/1967) Général de division (6/1968) | 6/1966-8/1970                           | Plus tard, lieutenant-général commandant du Ier corps d'armée |
| 15 | Phạm Văn Phú     | Général de brigade (4/1969) Général de division (4/1971)                  | 8/1970-11/1972                          | Suicide le 30 avril 1975 au grade de général de division |
| 16 | Lê Văn Thân      | Général de brigade (11/1972)                                              | 11/1972-11/1973                         | Plus tard, général de brigade, commandant adjoint du territoire du 2e corps d'armée |
| 17 | Nguyễn Văn Điềm  | Colonel (10/1970) Général de brigade (4/1974)                             | 11/1973-4/1975                          | Le 29 mars 1975, évacué de Non Nuoc, Da Nang par hélicoptère vers Quy Nhon, vers la mer de Binh Son, Quang Ngai. Mort parce qu'un avion lourd s'est écrasé en mer. |

## Source
- (en) Cet article est partiellement ou en totalité issu de l’article de Wikipédia en anglais intitulé « 1st Division (South Vietnam) » (voir la liste des auteurs).